# Lawrence Furniss
Lawrence Furniss (1862–1941) là một cầu thủ bóng đá, huấn luyện viên và chủ tịch người Anh, là huấn luyện viên đầu tiên của Manchester City.